# Figularia hilli
Figularia hilli är en mossdjursart som beskrevs av Osburn 1950. Figularia hilli ingår i släktet Figularia och familjen Cribrilinidae. Inga underarter finns listade i Catalogue of Life.